# Carlo Thopia
Carlo Thopia (in albanese Karl Thopia) (Durazzo, 1331 – 1388) è stato un principe e condottiero albanese, che governò l'Albania dalla metà del XIV secolo fino alla prima conquista ottomana dell'Albania.
In via generale Thopia mantenne buoni rapporti con la Curia romana.

## Famiglia
La prima menzione dei Thopia è del 1329, quando Tanusio Thopia è menzionato come uno dei conti d'Albania. Nel 1338 Tanusio è citato come conte di Matia. Secondo Karl Hopf, il figlio o fratello di Tanusio, Andrea, come racconta Giovanni Musachi (1510), si era innamorato della figlia di Roberto di Napoli. Re Roberto, racconta Musachi, scelse la sua figlia naturale per sposare il balivo del Principato di Morea e la mandò a Durazzo, dove soggiornava Anche Thopia, il quale la rapì, la sposò ed ebbe due figli: Carlo e Giorgio. Re Roberto, furibondo, con il pretesto della riconciliazione, invitò la coppia a Napoli dove li fece giustiziare. Carlo Thopia viene menzionato per la prima volta nel 1350, in un'epoca in cui gli angioini possedevano ancora Durazzo.

## Controllo di Durazzo e del Principato d'Albania
I lunghi tumulti delle guerre dinastiche avevano fatto germogliare nelle loro vere vittime, gli albanesi, i semi di un sentimento nazionale che contenevano grandi speranze, tanto che, alla morte dell'imperatore Stefano Dušan, un discendente di Stefano Uroš I, tornò nel provincia, ma gli abitanti insorsero in massa e, sotto la guida di Carlo Thopia, abbatterono il pretendente e tutta la sua forza nella battaglia di Acheloos.
Nel 1358 Carlo insorse contro il dominio degli Angioini e riuscì a cacciarli da Durazzo, dall'Epiro e dall'Albania. Governò la maggior parte dell'Albania centrale moderna dal 1358 al 1388 e rivendicò il titolo di princeps Albaniae.
Dal 1362 Carlo assediò Durazzo, che era sotto il possesso della duchessa Giovanna. Il primo assedio, tuttavia infruttuoso, durò dall'aprile 1362 al maggio 1363. Thopia dovette quindi ritirare le sue truppe, indebolite da una malattia epidemica. Solo nel 1367 Carlo poté conquistare Durazzo, e ottenne, nel frattempo, il tacito accordo dei veneziani per il progetto di fare di questo importante porto la sua residenza.

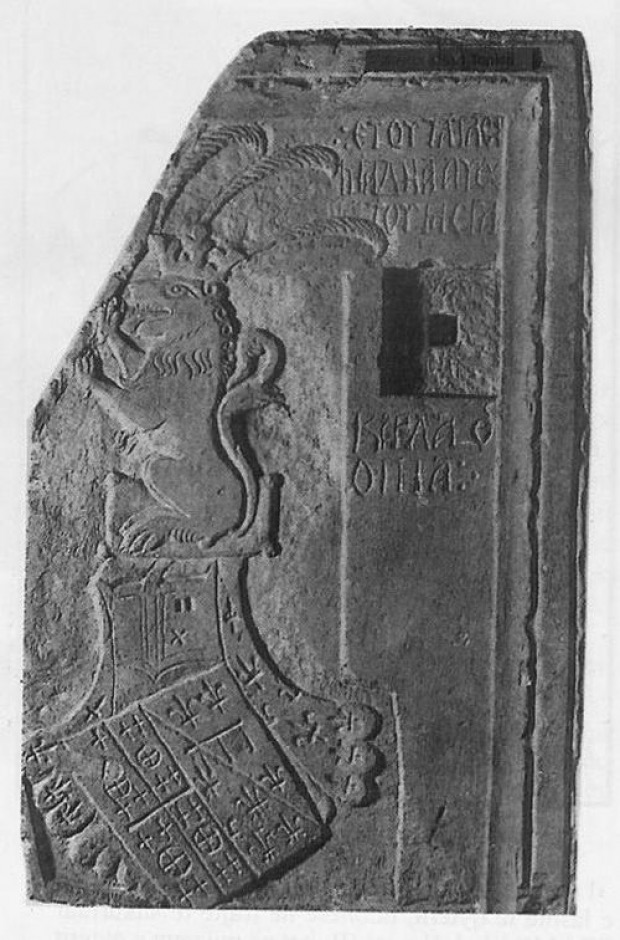
Tavoletta di pietra dello stemma di Carlo Thopia trovata nella chiesa di San Gjon Vladimir (1381)

Carlo ottenne il controllo di Durazzo nel 1368, dove gli Angioini furono tenuti fuori in ragione della riduzione delle dimensioni del loro Regno. Nel 1374 papa Gregorio XI gli conferì il titolo di "Gran Conte d'Albania". Carlo perse il controllo di Durazzo nel 1376, conquistata dal marito di Giovanna Luigi, ma la recuperò nel 1383 quando gli ultimi mercenari della Compagnia navarrese si trasferirono in Grecia.
Thopia governò le regioni di Durazzo, Kruja, Peqin, Elbasan, Mokra e Gora, ovvero lungo i due lati della Via Egnatia fino al lago di Ocrida.

## Rivalità con Balša II
Nel 1380 Carlo Thopia cercò di stringere un'alleanza con il re Luigi I d'Ungheria, il quale la confermò nei possedimenti che possedeva a Durazzo e nei dintorni. Questa alleanza non fu accolta con favore né dai veneziani né dalla Curia romana, fintanto che il re ungherese sostenne l'antipapa di Avignone. Rifiutando la legittimità di Carlo su Durazzo, il Papa gli rivoltò contro suo cognato Balša II.
Balša II fece un quarto tentativo di conquistare Durazzo governato dal suo rivale e nel 1385, avviò un'offensiva, riuscì a conquistare la città l'anno successivo e si autoproclamò Duca di Durazzo.  Thopia chiese l'assistenza ottomana e il sultano Murad I inviò di buon grado un esercito di 40.000 uomini dalla Macedonia. Nella pianura del Savra tra Elbasan e Lushnjë, Balša II combatté i turchi, fu sconfitto e infine ucciso. Thopia ottenne nuovamente il controllo su Durazzo, probabilmente sotto la sovranità ottomana.

## Alleanza veneziana
Nell'ultimo decennio del suo dominio, Carlo seguì da vicino la Repubblica di Venezia, in particolare modo nella politica estera. Nel 1386 Carlo Thopia si alleò con Venezia e si impegnò a partecipare a tutte le guerre della Repubblica, a pagare fondi ausiliari e a fornire grano. Inoltre, promise agli acquirenti veneziani la protezione nelle sue terre. In cambio, Venezia fornì una galea, permise il reclutamento dei mercenari di Thopia nelle aree veneziane e incaricò il capitano della loro flotta adriatica di proteggere le coste di Carlo dagli Ottomani.
Nel 1387, Thopia, chiese a Genova di proteggerlo dagli ottomani dopo che Venezia aveva rifiutato una richiesta simile. Gli ottomani intrapresero diversi pesanti attacchi a Durazzo, che persistettero anche quando Carlo morì nel 1388. Suo figlio, Giorgio, divenne il suo successore.

## Chiesa di San Gjon Vladimir

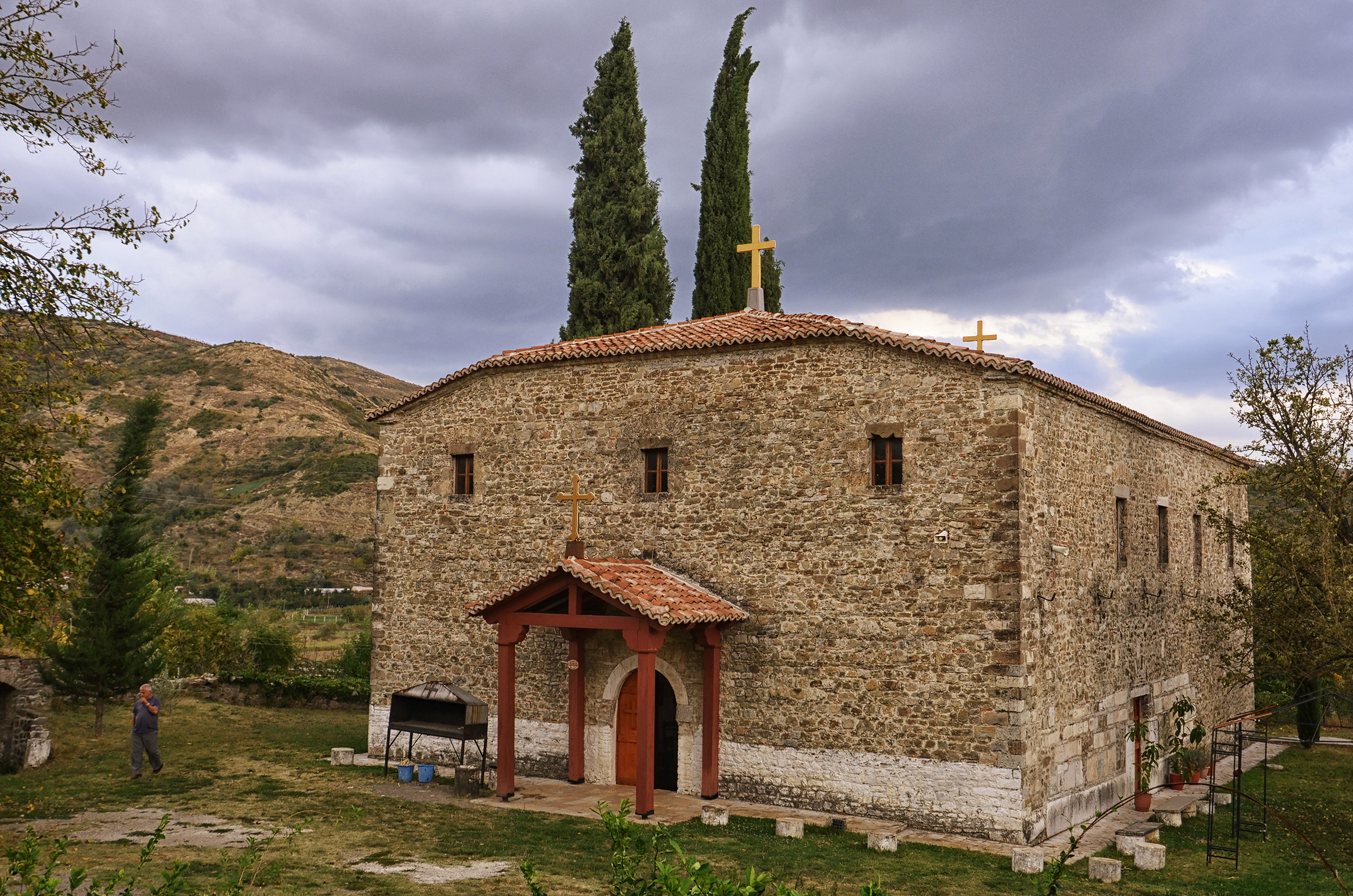
La chiesa di St. Gjon Vladimir è stata fondata da Karl Thopia

Nel 1381, Carlo fece costruire la chiesa di San Gjon Vladimir in prossimità di Elbasan, dove furono conservate le spoglie di Jovan Vladimir fino al 1995. È raffigurato nell'icona di San Vladimir, dipinta da Onufri, con indosso una corona e in piedi presso la Chiesa del Santo.
Iscrizioni:
- Un'iscrizione calligrafica in greco dice: "ΚΑΡΛΑ ΘΕΩΠΙΑϹ ΚΑΙ ΚΤΗΤΩΡ ΤΗϹ ΑΓΙΑϹ ΜΟΝΗϹ ΤΟΥ ΑΓΙΟΥ " (Karla Theopias, costruttore del Santo Monastero della Santa).
- Un'altra iscrizione greca dell'edificio si riferisce a lui come: "... ο πανυψηλώτατος πρώτος Κάρλας Θεωπίας ανεψιός δε και αίματος ρύγας της Φραγγίας... οικοδόμησεν τον πάνσεπτον ναόν τούτον του αγίου Ιωάννου του Βλαδιμήρου ..." (il sommo e primo Karlas Teopia, nipote e di sangue re di Francia ... costruì questa santa chiesa di San Giovanni Vladimi ... ) datata 1382. Questa iscrizione si trova attualmente nel Museo storico albanese di Tirana.[17]
- "Questi segni di un gran signore ... Carla Thopea " (ετούτα τα σιμάδηα αυθέντου μέγα ... Κάρλα Θοπήα).[18]

## Prole
Carlo sposò Vojislava Balšić, nel 1370 circa. La coppia ebbe quattro figli:
- Giorgio Thopia (fl. 1388–d. 1392), signore di Durazzo, che sposò Teodora Branković
- Elena Thopia (att. 1388–1403), che sposò il Conte veneziano Marco Barbadigo (primo matrimonio) e il Signore Konstantin Balšić (secondo matrimonio)
- Voisava Thopia, sposò N. Cursachio (primo matrimonio) e nel 1394, Progon Dukagjini, Signore di Alessio e zio di Pal Dukagjini[19] (secondo matrimonio)

Carlo ebbe altri due figli ma la discendenza è sconosciuta:
- Maria Thopia, sposò Filippo di Maramonte
- Niketa Thopia, sposò una figlia di Komneno Arianiti
  - Mara, sposò Balša III nel 1407 (e divorziò nel 1412).